# Roseneule
Die Roseneule (Thyatira batis) ist ein Schmetterling aus der Familie der Eulenspinner und Sichelflügler (Drepanidae). Sie gehört also trotz ihres deutschen Namens nicht zu den Eulenfaltern (Noctuidae), wird allerdings überwiegend zu einer eigenen, in Mitteleuropa artenarmen Unterfamilie Eulenspinner gestellt.

## Merkmale
Die Falter erreichen eine Flügelspannweite von 32 bis 38 Millimetern. Sie haben dunkle, graubraune oder graue Vorderflügel mit feinen schwarzen Querlinien. Markant sind die je fünf ovalen, weißlich bis rosafarbenen Flecken, die in der Mitte braun sind. Die Hinterflügel sind hellgrau, werden aber zum Rand hin dunkler. 

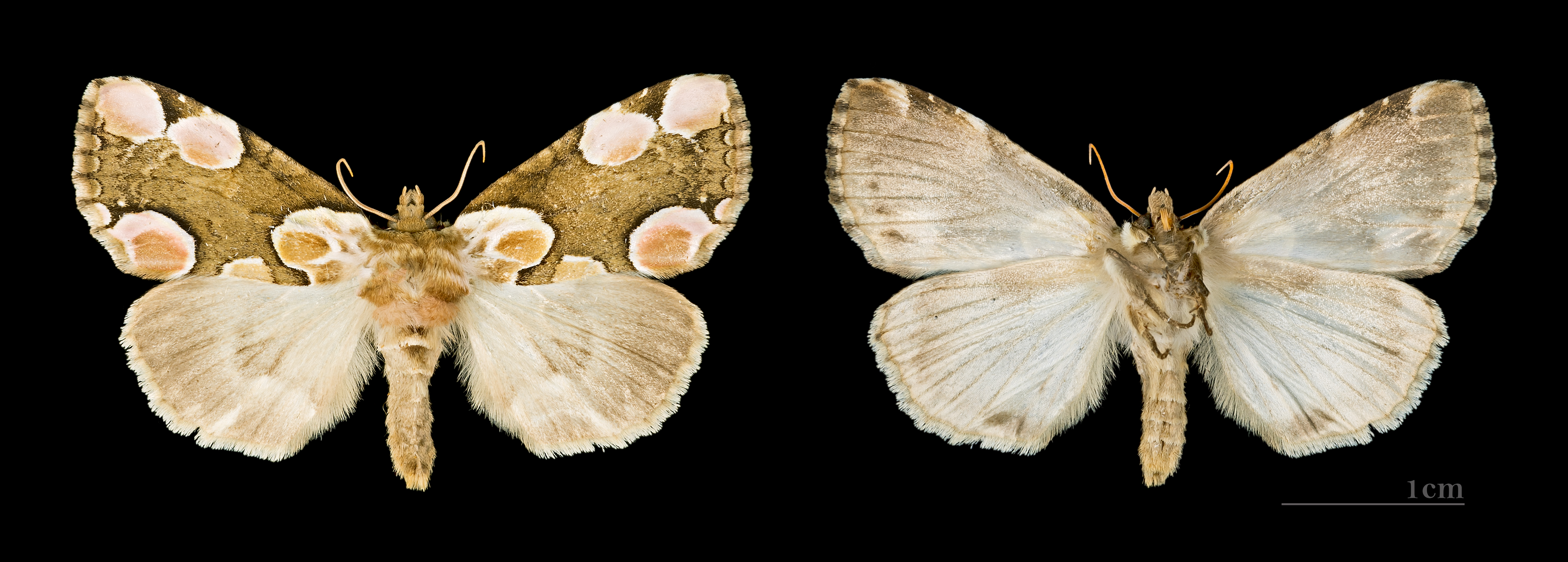
Ober- und Unterseite des Weibchens
♂
♂ △
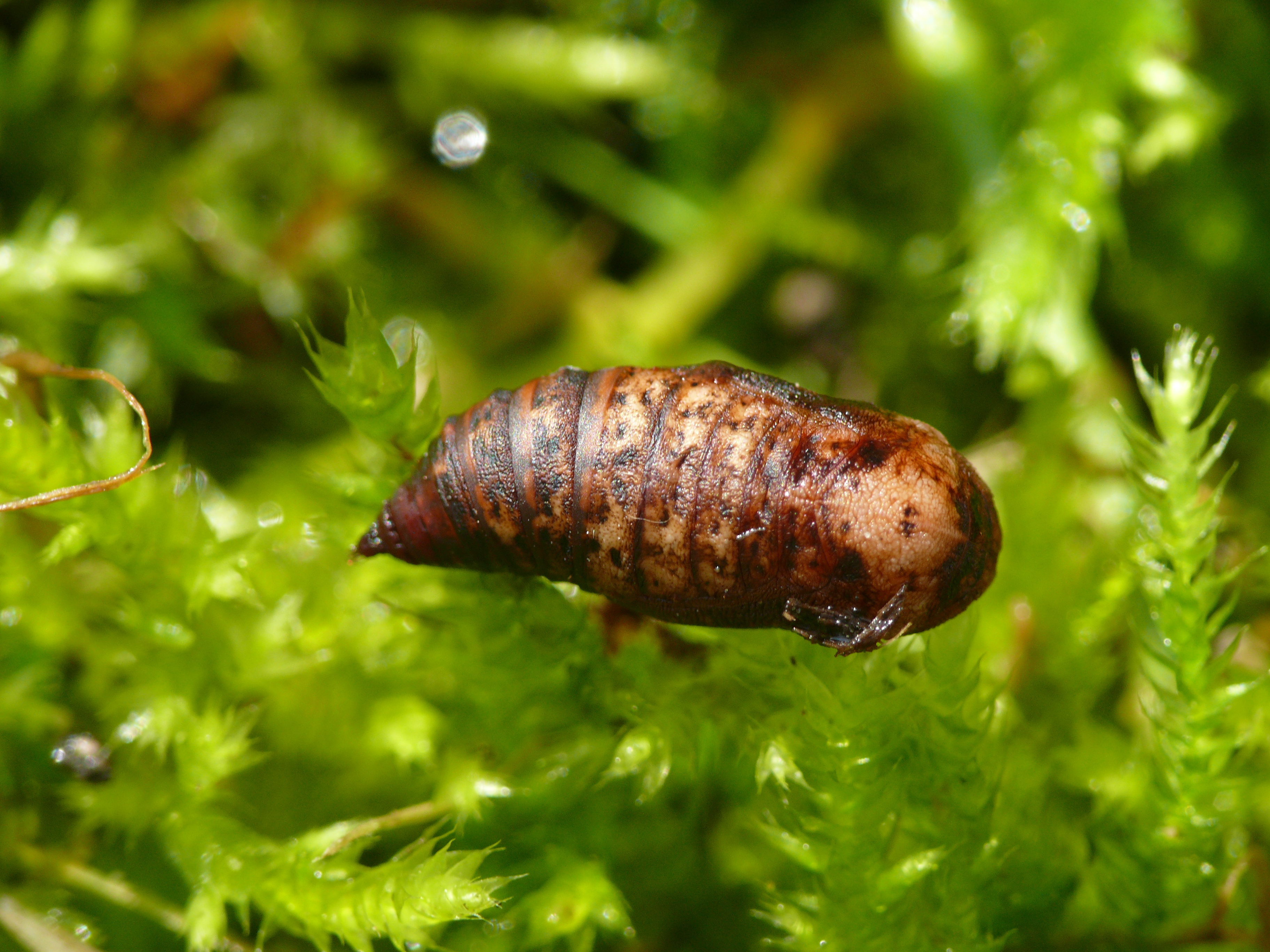
Puppe der Roseneule

Die Raupen werden ca. 35 Millimeter lang. Sie sind rotbraun bis lilabraun und haben auf den 2., 5. bis 9. und 11. Segmenten Höcker auf dem Rücken. Auf dem Rücken ist auch eine helle, dreieckige Zeichnung zu erkennen. Junge Raupen sind graubraun und haben auf der Oberseite der vorderen Segmente einen großen weißen Fleck. 

Farbmorphen der Raupe
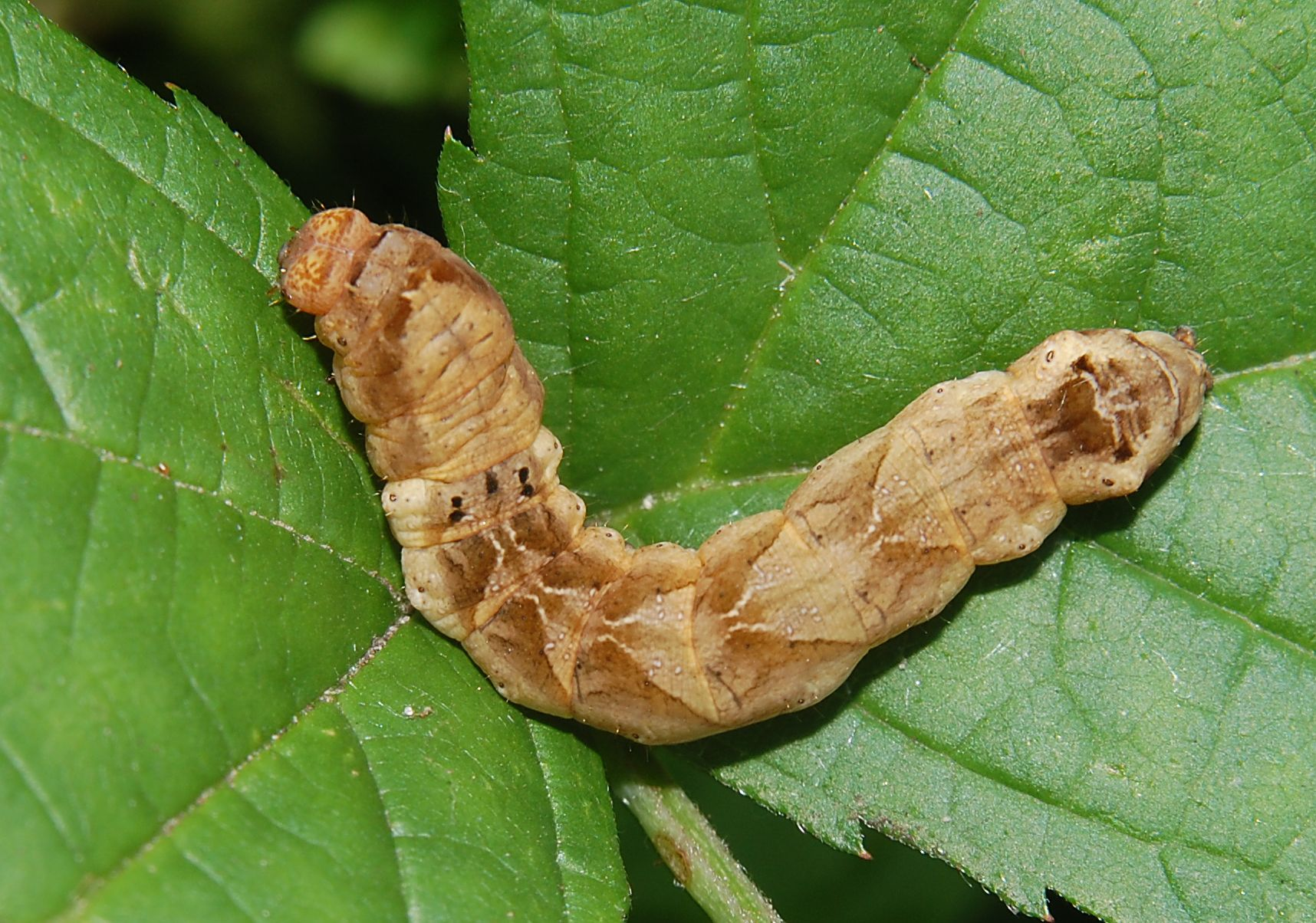
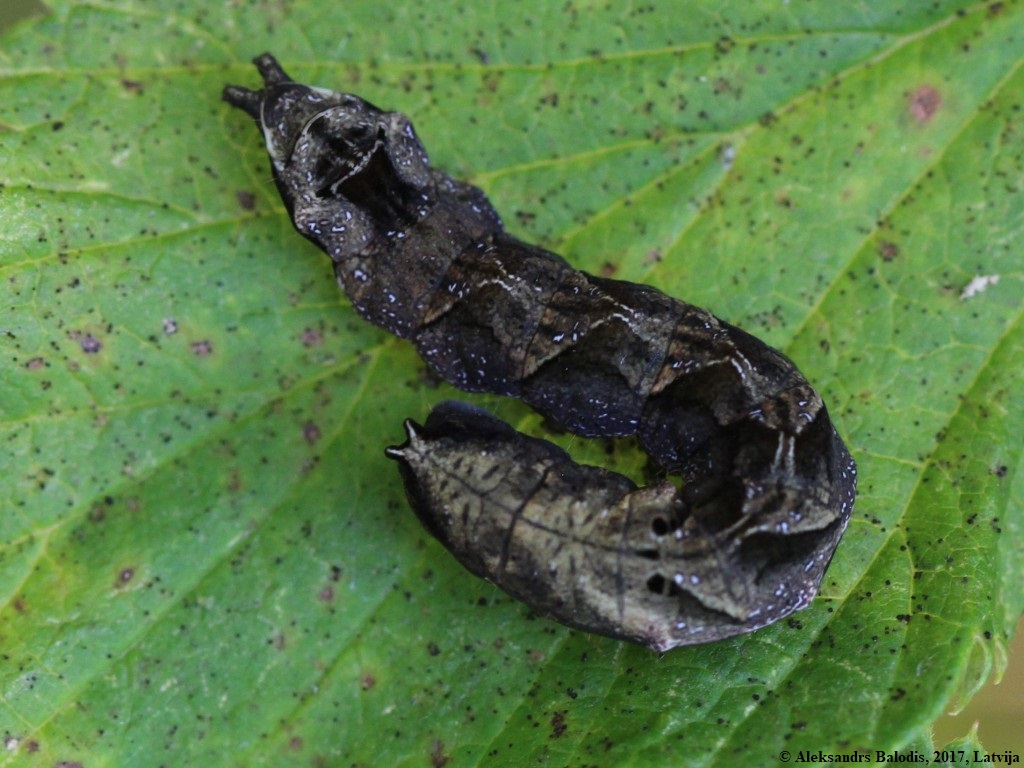
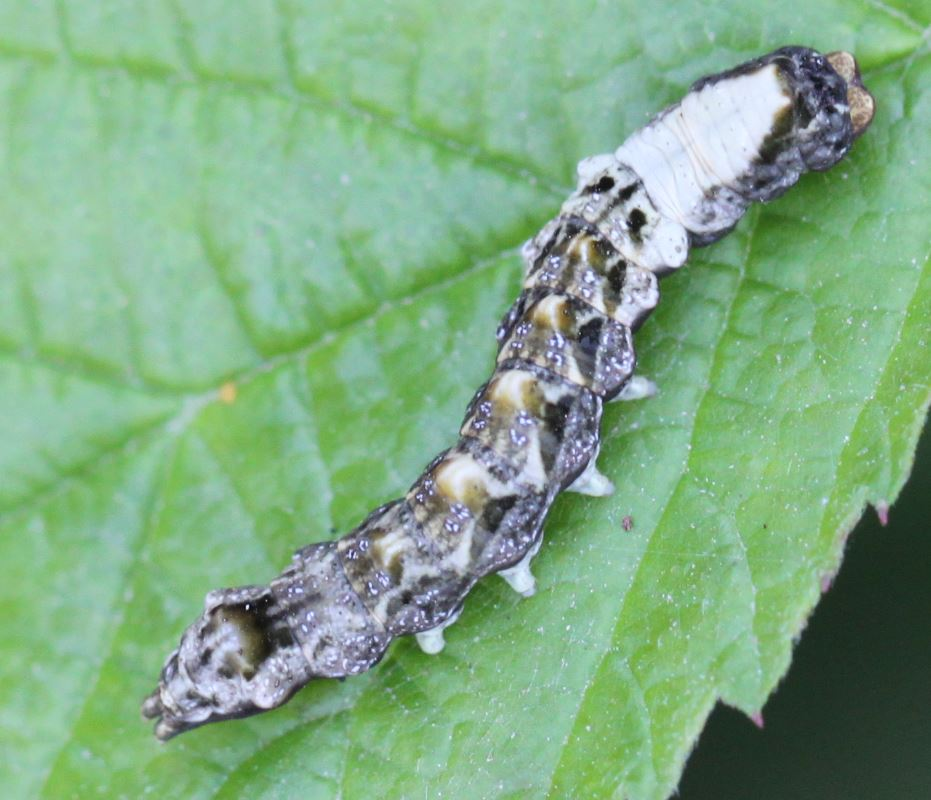
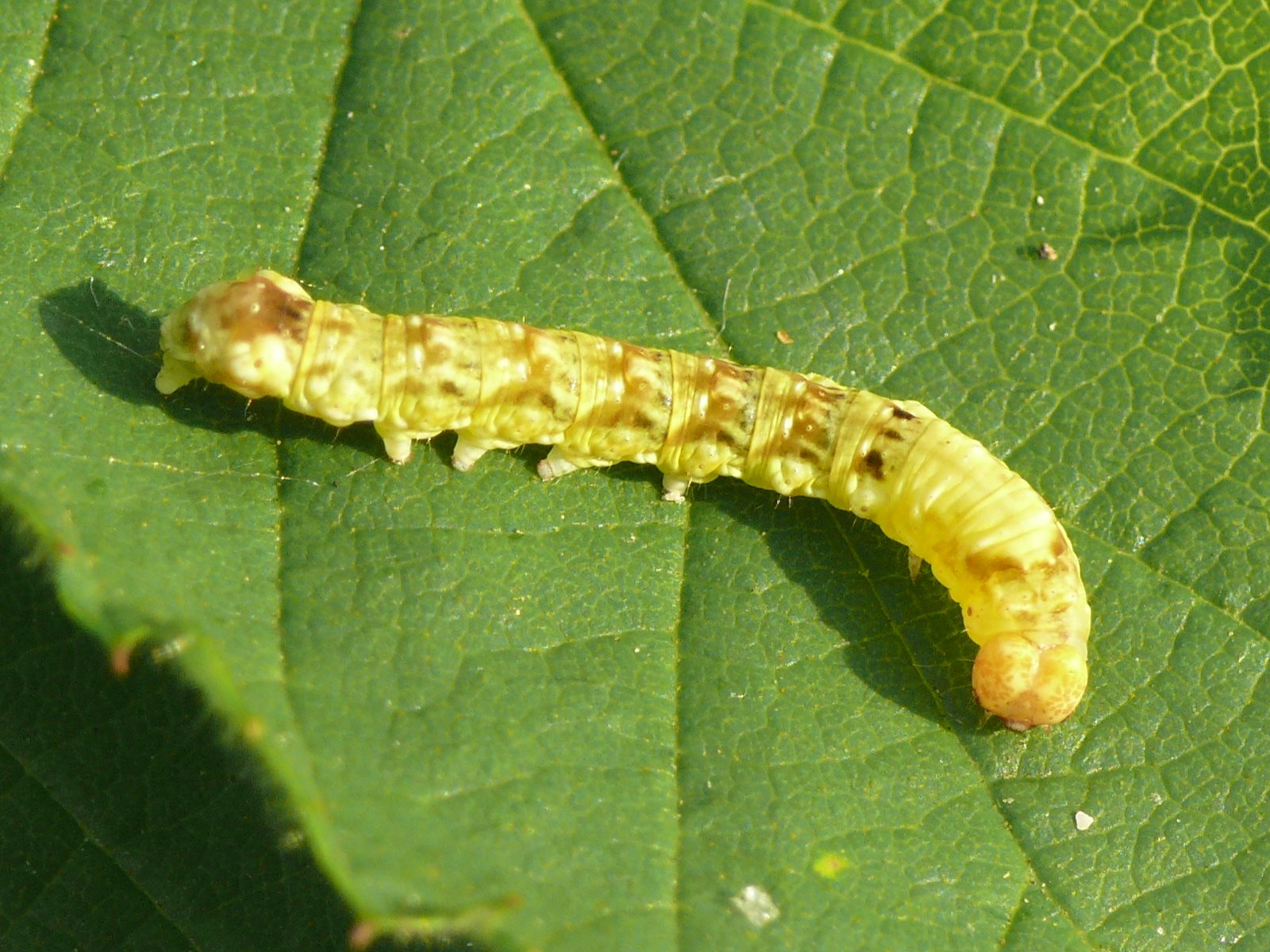

## Vorkommen
Die Tiere kommen in Nordafrika, Mitteleuropa und Asien bis Japan häufig und fast überall bis ca. 1.500 m Seehöhe vor. Sie leben in Laub- und Nadelwäldern und an deren Rändern mit Beständen ihrer Futterpflanzen, aber auch an Feuchtwiesen mit Gebüschen und in Gärten.

## Lebensweise
Die nachtaktiven Falter fliegen pro Jahr meist in zwei sich überschneidenden Generationen von Mai bis August. Sie fliegen gerne künstliche Lichtquellen an. 

### Flug- und Raupenzeiten
Die Falter fliegen in zwei Generationen von Ende Mai bis Anfang Juli und von Anfang bis Ende August. Die Raupen aus den Eiern der ersten Generation findet man von Ende August bis Mitte September, die der zweiten von Juli bis August im darauffolgenden Jahr.

### Nahrung der Raupen
Die Raupen fressen die Blätter von Brombeeren (Rubus fruticosus) und Himbeere (Rubus idaeus), manchmal auch von Johannisbeere (Ribes).

## Entwicklung
Die Weibchen legen ihre Eier einzeln an Blattränder. Die Raupen sind auch nachtaktiv, insbesondere die jungen Raupen sitzen aber tagsüber bewegungslos auf den Blättern ihrer Futterpflanzen. Durch ihre eingebogene Körperhaltung, weniger durch ihre Färbung, sehen sie Vogelkot ähnlich (Vogelkotmimese). Die erwachsenen Raupen verstecken sich meist, sitzen aber manchmal in derselben Haltung wie die jungen auf den Blättern. Sie verpuppen sich zwischen zusammengesponnenen Blättern. Die zweite Generation verpuppt sich erst im Oktober und überwintert so, bevor sie im nächsten Frühling schlüpft. Die Puppen habe eine Länge von 12–13 mm. In einem Fall dauerte die Verpuppung vom 6. bis zum 19. Juni, insgesamt 13 Tage.